# Roberto il Forte
Roberto IV di Worms o Roberto il Forte (in francese Robert le Fort) (820 circa – Brissarthe, 2 luglio oppure 15 settembre 866) fu marchese di Neustria contro i Bretoni, dall'861, conte d'Angiò, dall'862/3, Conte di Autun, dall'864, e di Auxerre e di Nevirno, dall'865. Fu anche abate laico di alcune abbazie. Membro della famiglia dei Robertingi, che poi assunse il nome di Capetingi, infatti fu il bisnonno di Ugo Capeto, capostipite della dinastia dei capetingi.

## Origine
Gli ascendenti di Roberto non sono certi perché le fonti che riportano le notizie sono contrastanti:
- secondo gli Annales Xantenses, citandone la morte, nell'867, Roberto era di dinastia dei Franchi Occidentali;[3]
- secondo il cronista Vitichindo (Widukind), parlando di suo figlio Oddone, Roberto era di dinastia dei Franchi Orientali;[4]
- secondo il cronista Richerio era di dinastia Sassone, discendente di Vitichindo;[5]
- secondo il Miracula Sancti Benedicti, Roberto era di dinastia Sassone;[6]
- secondo Abbone il Curvo, nel suo Assedio di Parigi, parlando del figlio di Roberto, Oddone, viene definito neustriano e figlio di Neustria;[7]
- secondo Rodolfo il Glabro, parlando del figlio di Roberto, Roberto, conte di Parigi, definisce le sue origini incerte;[8]
- infine secondo gli Annales Ecclesiastici Francorum, Roberto discende da Pipino di Heristal.[9]

In base a tutti queste notizie si sono sviluppate quattro teorie sugli ascendenti paterni e le parentele di Roberto:
- la prima: che era figlio del conte di Worms, Roberto III (?-ca. 834) confermato da una donazione dell'836[10], e da Wiltrude[11], figlia del conte di Orléans, Adriano;
- la seconda: che era imparentato col conte di Troyes, Alerano come sostenuto dal cronista Reginone[12]. Questa teoria, che non esclude la prima, secondo lo storico, Jackman, sostiene che Alerano avesse sposato Wiltrud[13], la figlia del conte di Worms, Roberto III, quindi la sorella di Roberto;
- la terza: che la prima moglie di Roberto era Agane, come è indicato nelle Europäische Stammtafeln[14], vol II cap. 10[2](non consultate). Inoltre secondo i Miraculis Sancti Genulfi Agane, figlia di Wifredo conte di Byturica e della moglie Oda, fu data in moglie a Roberto, uno dei nobili più importanti alla corte del re d'Aquitania, Pipino I[15], di cui era cognato. che lo storico francese, Christian Settipani, esperto di genealogie identifica con Roberto il Forte[2].
Questo Roberto, signore di Sesseau, nel Berry, comunque risulta figlio di Teodeberto, un nobile fedele a Pipino I d'Aquitania che secondo la Vita Hludowici Imperatoris[16], è il conte[17] di Madrie[18] ( † 775/85). La sorella Ringarda era la moglie di Pipino I[15];
- la quarta: sostenuta dal numismatico, archeologo e storico, Anatole de Barthélemy, che Roberto era discendente dal conte di Blois, Guglielmo, fratello del conte d'Orléans, Oddone I[2].
Anche secondo l'archivista e storico, René Merlet, nel suo Origine de Robert le Fort, Roberto era discendente di Guglielmo di Blois[19] ed inoltre sostiene che il conte di Blois, di Troyes e di Châteaudun, Oddone era fratello (maggiore) di Roberto il Forte[20].

## Biografia
Assumendo che Roberto il Forte sia stato anche conte (signore) di Sesseau, dall'imperatore Ludovico il Pio ricevette la chiesa di Saint-Pierre de Magelone. Roberto venne nominato missus, da Ludovico il Pio, negli anni 825 e 827. Nell'837 successe al fratello maggiore Gontrano.
Nell'845, il re Carlo il Calvo gli tolse delle proprietà per restituirle all'arcivescovo di Reims, Icmaro
Nella lotta tra Carlo il Calvo e Ludovico II il Germanico, Roberto si schierò dalla parte del primo (probabilmente per via della parentela), per cui la famiglia dei Robertingi, dalla nativa Austrasia si trasferì in Neustria, dove Roberto, nell'852, ricevette l'abbazia di Marmoutier (Tours), da condurre come laico, e nel novembre 853, secondo il Karoli II Capitularia fu nominato missus dominicus per l'Angiò, il Maine e la Turenna, e al servizio del re Carlo II il Calvo.
Nell'856, Carlo il Calvo, secondo gli Annales Bertiniani, istituì il ducato del Maine per suo figlio Luigi il Balbo, col compito di contrastare sia i Bretoni, ora alleati, che i Vichinghi. Roberto ebbe l'incarico di aiutare Luigi il Balbo e si distinse nelle campagne contro i Normanni, sconfiggendoli nel corso di quell'anno.
Ma quando il conte del Maine, Rorgone II, nell'858, si ribellò, Roberto il Forte l'appoggiò e quando Ludovico II il Germanico, in quell'anno, attaccò il fratello, Carlo il Calvo, la maggioranza dei nobili, guidati da Roberto il Forte, si ribellarono e rifiutarono di aiutare il loro re, che fu costretto a fuggire e con l'aiuto di Ugo l'Abate si rifugiò in Borgogna, dove trovò ospitalità presso lo stesso Ugo.
Nell'859, secondo gli Annales Bertiniani, alleandosi col re effettivo d'Aquitania, Pipino II, ed il re di Bretagna, Salomone di Bretagna si rbello a Carlo il Calvo, ma con scarso successo.
Nell'860, dopo che era stato raggiunto un accordo, Carlo il Calvo concesse il perdono a tutti coloro che si erano ribellati, concedendo a Rorgone II l'amministrazione del ducato del Maine, mentre Roberto il Forte, per le sue vittorie sui Vichinghi, era tornato nelle grazie di Carlo il Calvo. Così Ugo l'Abate, assieme al fratello, Corrado, lasciarono la Neustria per passare al servizio dell'imperatore Ludovico II.
Nell'861, Carlo il Calvo istituì il marchesato di Neustria, dividendolo in due parti, una, per combattere i Vichinghi, fu affidato ad Adalardo il Siniscalco; l'altro, per combattere i Bretoni, secondo il cronista Reginone, fu affidato a Roberto il Forte, che lo resse con capacità per alcuni anni. Secondo Rosamond McKitterick), nel suo The Frankish Kingdoms under the Carolingians, 751-987 (1983), con la succitata operazione, Carlo il Calvo si era assicurata la fedeltà di Roberto.
Nell'862, sempre secondo gli Annales Bertiniani, dopo aver sventato un attacco di Normanni sia sulla Loira che sulla Senna, Roberto attaccò i Bretoni di Salomone e li sconfisse.
In quell'anno, quando Rorgone prese parte ancora a una ribellione contro Carlo il Calvo, questa volta guidata dal figlio di Carlo, Luigi; a Rorgone fu revocata l'amministrazione del ducato in favore di Roberto il Forte, mentre il Balbo era stato destituito dal ducato del Maine, che però con l'aiuto dei Bretoni riuscì a sconfiggere Roberto e si rappacificò col padre.
Nell'865, Luigi il Balbo aveva ottenuto di poter governare tutta la Neustria, col titolo di re e quando gli Annales Bertiniani riferiscono il fatto parlando di Roberto lo citano come conte del marchesato d'Angiò, che presumibilmente comprendeva anche Orleans, probabilmente dall'861/2.
Roberto continuò a combattere i Vichinghi e sulla Loira ottenne parecchie vittorie; sempre gli Annales Bertiniani, quando riferiscono di una vittoria di Roberto, nella valle della Senna, dove senza combattere, catturò un certo numero di navi, lo citano come conte (praefectus) di quella zona (contea d'Auxerre). Infatti in quell'anno (865, forse l'anno della morte di Corrado I di Borgogna), secondo gli Hincmari Remensis Annales la contea di Auxerre e la contea di Nevers, furono assegnate a Roberto il Forte, per tornare al casato dei Guelfi, l'anno dopo.
Nell'estate dell'866, i Normanni, cui si erano aggregati dei Bretoni, avevano devastato Ceromannis; sulla via del ritorno il 2 luglio oppure 15 settembre 866, nella località di Brissarthe furono affrontati da Roberto ed altri conti tra cui, Ranulfo I di Poitiers. Nella battaglia che ne seguì, Ranulfo fu gravemente ferito (poco dopo morì) mentre Roberto trovò la morte.
La morte di Ranulfo e di Roberto è riportata anche nella cronaca Adonis Continuatio
Quando Roberto fu ucciso contro i Vichinghi, Ugo l'Abate ricevette da Carlo il Calvo diverse abbazie (tra cui quella di San Martino di Tours) e i titoli di conte d'Angiò e marchese di Neustria, e nel contempo, divenne tutore e reggente dei figli di Roberto, Oddone e Roberto, che avevano ereditato soltanto la piccola regione della Beauce e la Turenna. Da quel momento Ugo divenne il più strenuo difensore dei figli di Roberto il Forte, che in vita gli era stato sempre avverso.

## Matrimoni e discendenza
Secondo la Chronica Albrici Monachi Trium Fontium Roberto ebbe i due figli dalla moglie Regina, che da giovane era stata l'amante di Carlomagno, già avanti negli anni (dandogli due figli nei primi anni del IX secolo). Dato che Oddone e Roberto erano nati verso l'860 è poco credibile che Regina abbia partorito ultrasettantenne.
Come già esposto sopra la prima moglie di Roberto fu Agane, come è indicato nelle Europäische Stammtafeln e secondo i Miraculis Sancti Genulfi
Roberto da Agane ebbe due figli:
- Un figlio maschio di cui non si conosce il nome che gli subentrò nei titoli in Borgogna,
- Richilde che sposò Tebaldo conte di Tours.

Dopo la morte di Corrado il Vecchio († 862/6, Roberto il Forte, tra l'864 e l'866, ne sposò la vedova, Adelaide d'Alsazia, come è indicato nelle Europäische Stammtafeln (non consultate). Secondo la Chronique de l'abbaye de Saint-Bénigne de Dijon Roberto il Forte conte d'Angiò ebbe due figli, che molto probabilmente non erano figli di Adelaide:
- Oddone (prima dell'860[2] oppure 865[1]-898), conte di Parigi e re dei Franchi Occidentali
- Roberto (860[2] oppure 866[1]-923), conte di Parigi e re dei Franchi Occidentali.

## Ascendenza
|                        |                     |                   | Genitori |  |  | Nonni |  |  | Bisnonni              |  |  | Trisnonni            |  |
|                        |                     |                   |          |  |  |       |  |  | Turimberto di Hesbaye |  |  | Roberto I di Hesbaye |  |
|                        |                     |                   |          |  |  |       |  |  | Turimberto di Hesbaye |  |  | Roberto I di Hesbaye |  |
|                        |                     | Williswinda       |          |  |  |       |  |  | Turimberto di Hesbaye |  |  |                      |  |
| Roberto II di Hesbaye  |                     |                   |          |  |  |       |  |  | Turimberto di Hesbaye |  |  |                      |  |
|                        |                     | …                 | …        |  |  |       |  |  |                       |  |  |                      |  |
|                        |                     | …                 | …        |  |  |       |  |  |                       |  |  |                      |  |
|                        |                     | …                 | …        |  |  |       |  |  |                       |  |  |                      |  |
| Roberto III di Hesbaye |                     | …                 |          |  |  |       |  |  |                       |  |  |                      |  |
|                        |                     | …                 | …        |  |  |       |  |  |                       |  |  |                      |  |
|                        |                     | …                 | …        |  |  |       |  |  |                       |  |  |                      |  |
|                        |                     | …                 | …        |  |  |       |  |  |                       |  |  |                      |  |
| Teoderata              |                     | …                 |          |  |  |       |  |  |                       |  |  |                      |  |
|                        |                     | …                 | …        |  |  |       |  |  |                       |  |  |                      |  |
|                        |                     | …                 | …        |  |  |       |  |  |                       |  |  |                      |  |
|                        |                     | …                 | …        |  |  |       |  |  |                       |  |  |                      |  |
| Roberto il Forte       |                     | …                 |          |  |  |       |  |  |                       |  |  |                      |  |
|                        | Geroldo di Vintzgau | …                 |          |  |  |       |  |  |                       |  |  |                      |  |
|                        | Geroldo di Vintzgau | …                 |          |  |  |       |  |  |                       |  |  |                      |  |
|                        | Geroldo di Vintzgau | …                 |          |  |  |       |  |  |                       |  |  |                      |  |
| Adriano d'Orléans      | Geroldo di Vintzgau |                   |          |  |  |       |  |  |                       |  |  |                      |  |
|                        |                     | Emma d'Alemannia  | Hnabi    |  |  |       |  |  |                       |  |  |                      |  |
|                        |                     | Emma d'Alemannia  | Hnabi    |  |  |       |  |  |                       |  |  |                      |  |
|                        |                     | Emma d'Alemannia  | …        |  |  |       |  |  |                       |  |  |                      |  |
| Waldrada di Worms      |                     | Emma d'Alemannia  |          |  |  |       |  |  |                       |  |  |                      |  |
|                        |                     | Alleaume di Autun | …        |  |  |       |  |  |                       |  |  |                      |  |
|                        |                     | Alleaume di Autun | …        |  |  |       |  |  |                       |  |  |                      |  |
|                        |                     | Alleaume di Autun | …        |  |  |       |  |  |                       |  |  |                      |  |
| Waldrada               |                     | Alleaume di Autun |          |  |  |       |  |  |                       |  |  |                      |  |
|                        |                     | …                 | …        |  |  |       |  |  |                       |  |  |                      |  |
|                        |                     | …                 | …        |  |  |       |  |  |                       |  |  |                      |  |
|                        |                     | …                 | …        |  |  |       |  |  |                       |  |  |                      |  |
|                        |                     | …                 |          |  |  |       |  |  |                       |  |  |                      |  |

### Fonti primarie
- (LA)  Monumenta Germanica historica, Scriptores, tomus II.
- (LA)  Monumenta Germanica historica, Scriptores, tomus III.
- (LA)  Miracula Sancti Benedicti.
- (LA)  Monumenta Germanica historica, Scriptores, tomus VII.
- (LA)  Annales Ecclesiastici Francorum.
- (LA)  Codex Laureshamensis, tomus II.
- (LA)  Monumenta Germanica historica, Legum, tomus I.
- (LA)  Monumenta Germanica historica, Scriptores, tomus I.
- (LA)  Monumenta Germanica historica, Scriptores, tomus XV Pars II.
- (LA)  Rerum Gallicarum et Francicarum Scriptores, tomus VI.
- (LA)  Rerum Gallicarum et Francicarum Scriptores, tomus VIII.
- (LA)  Annales Bertiniani.
- (LA)  Monumenta Germanica historica, Scriptores, tomus XXIII.
- (LA) Chronique de l'abbaye de Saint-Bénigne de Dijon, su gallica.bnf.fr.

### Letteratura storiografica
- René Poupardin, I regni carolingi (840-918), in «Storia del mondo medievale», vol. II, 1999, pp. 583–635
- Allen Mayer, I vichinghi, in «Storia del mondo medievale», vol. II, 1999, pp. 734–769
- (FR) René Merlet Les Comtes de Chartres, su gallica.bnf.fr.
- (FR)  Guizot M. (1824) Collection des mémoires relatifs à l´histoire de France (Paris).
- (FR)  Histoire du Duché de Bourgogne du VIIIème au XIVème siècle.
- (FR)  La famille des Nibelungen Les comtes d'Autun au IXe siècle.